# Literatura walijska

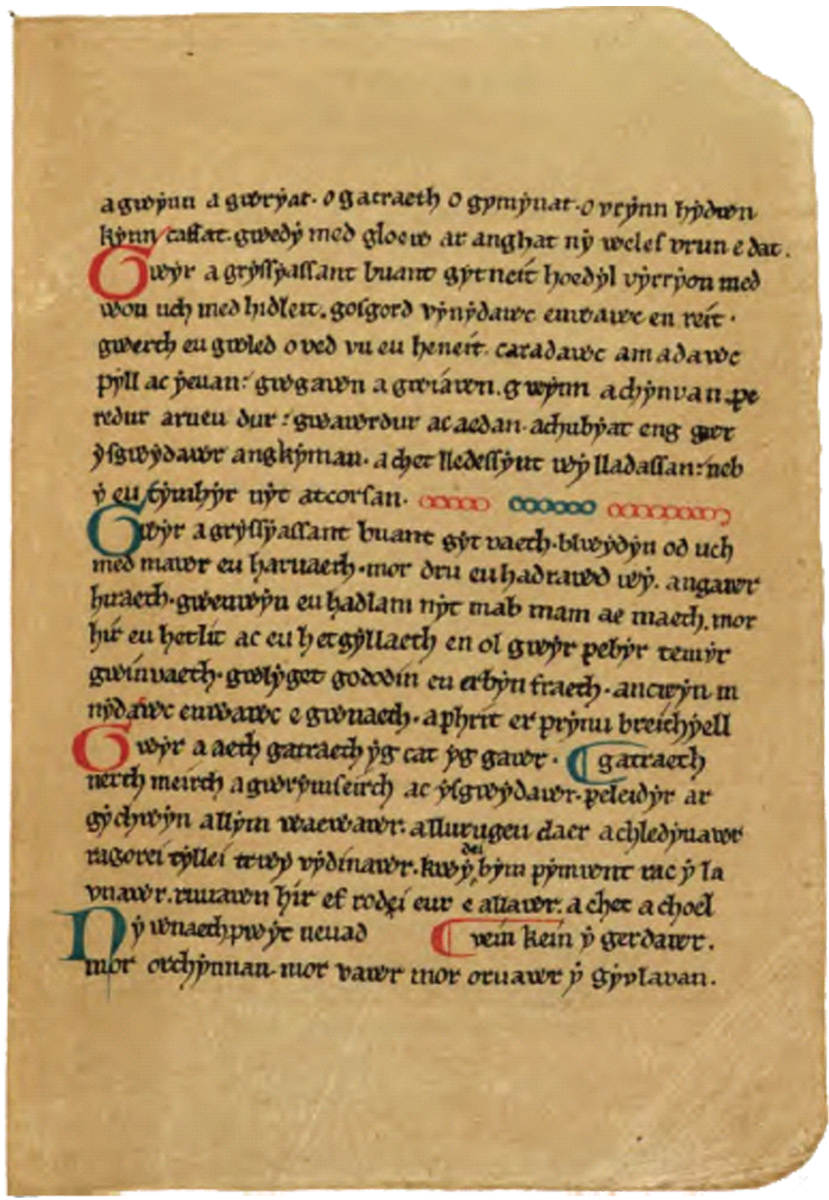
Strona ze średniowiecznego rękopisu walijskiego, tzw. Księgi Aneirina (XIII w.)

Literatura walijska – termin obejmujący teksty pisane i mówione w języku walijskim, tworzone przez walijskich pisarzy w kraju i za granicą. Dzieje średniowiecznej literatury walijskiej obejmują także piśmiennictwo religijne i świeckie tworzone w języku łacińskim. W nowszych czasach, w związku z włączeniem Walii do korony angielskiej (XIII-XVI w.) oraz anglicyzacją elit walijskich, rozwija się również piśmiennictwo w języku angielskim.

## Literatura średniowieczna
Piśmiennictwo walijskie (celtyckie), zwłaszcza poezja, zachowuje nieprzerwane tradycje literackie, sięgające przypuszczalnie nawet VI w. Do najstarszej poezji walijskiej zaliczana jest twórczość Taliesina i Aneirina (VI w.). Z przełomu IX i X w. pochodzi zapis fragmentu sagi Juvencus englynion, w której wykorzystana została forma wiersza o nazwie englyn.
W okresie rozkwitu piśmiennictwa w Walii tworzyli m.in. Geoffrey z Monmouth (ur. ok. 1100 – zm. ok. 1154) oraz Gerald z Walii (ok. 1146 – 1223), zaliczani do ważniejszych średniowiecznych autorów w języku łacińskim, a także poeta Gwilym Rhyfel (XII wiek).
W XII-XIV w. bujnie rozwija się w języku walijskim poezja dworska. Poeci tego okresu byli profesjonalnymi twórcami, układającymi ku czci książąt walijskich, swoich mecenasów, wiersze pochwalne (wal. arwyrein), elegie (wal. marwnad) na okoliczność śmierci, jak również utwory religijne (wal. gwengerdd). W XII–XIII w. uprawiano także poezję zaliczaną do gatunku awdl, w tym dłuższe poematy.
Na twórczość poetycką kolejnej epoki (trwającej od połowy XIV w. do w. XVII) ogromny wpływ wywarł Dafydd ap Gwilym (ur. ok. 1320, zm. 1370/1380). Uznawany jest on za jednego z największych poetów walijskich. Utwory Dafydda nawiązują tematycznie do tradycji poezji trubadurów prowansalskich, jednak inspiracje obce zostały w nich twórczo wykorzystane, okraszone humorem i wyobraźnią. Dafydd ap Gwilym spopularyzował w swej twórczości walijską formę poetycką, tzw. cywydd, do której chętnie sięgali jego naśladowcy w kolejnych wiekach.

## XVI–XVIII w.
Podporządkowanie Walii przez władców angielskich doprowadziło do stopniowego upadku rodzimej literatury w języku walijskim. Wyższe warstwy społeczeństwa przyjmowały język angielski jako główny środek komunikacji, odchodząc z czasem od używania języka walijskiego. Doprowadziło to do rozwoju w Walii piśmiennictwa w języku angielskim: nie było jednak – jak niektórzy mówili – przyczyną upadku celtyckiej literatury walijskiej. Jeżeli w XVIII w. przeżywała kryzys, rodzima tradycja literacka nie została przerwana, ponieważ rozwijała się twórczość w języku walijskim wśród i wyższych i niższych sfer społeczeństwa Walii.
Humaniści walijscy, tacy jak William Salesbury i John Davies, studiujący na angielskich uniwersytetach, zaszczepili w Walii ideały renesansu. W 1588 r. William Morgan przetłumaczył całą Biblię (Stary Testament i Nowy) z języka greckiego i hebrajskiego na język walijski.
Ważni też są Morgan Llwyd, Elis Gruffydd, Morris Kyffin, Ellis Wynne, Theophilus Evans, Lewis Morris, Goronwy Owen i oczywiście Iolo Morganwg i Eisteddfod.

## Odrodzenie literackie

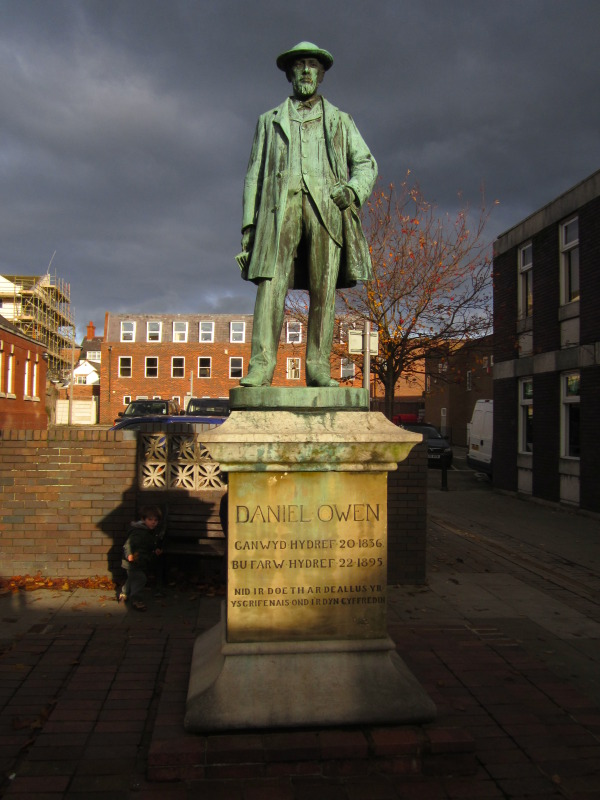
Pomnik Daniela Owena, pierwszego wielkiego twórcy powieści w języku walijskim

Na przełomie XVIII i XIX w. doszło do ożywienia zainteresowania twórczością w języku walijskim. W wieku XIX w. walijska twórczość epicka, podsycana na festiwalach kulturalnych, będących swoistym świętem poezji, tzw. eisteddfod, stała się obsesją pisarzy tworzących w języku walijskim. Początkowo festiwale takie, nawiązujące do średniowiecznych wzorów, były nieufnie przyjmowane przez wyznawców religijnych, lecz z czasem zaczęli oni odgrywać w nim dominującą rolę, wprowadzając poezję liryczną o tematyce biblijnej i dydaktycznej.
Na okres ten przypada także tendencja do przyjmowania przez poetów walijskich pseudonimów artystycznych (wal. enwau barddol; ang. bardic names), spopularyzowanych dzięki walijskim festiwalom poetyckim.
Dużą rolę w rozwoju i popularyzacji literatury walijskiej odegrała pisarka Charlotte Guest (1812-1895), która przetłumaczyła na język angielski Mabinogion, jeden z najważniejszych średniowiecznych walijskich zbiorów opowieści (z treścią dotykającą elementów mitologii celtyckiej).
W 1885 r. Daniel Owen (1836-1895) opublikował tom prozy, noszący tytuł Rhys Lewis, uznany następnie za pierwszą wielką powieść w języku walijskim. W XX w. nastąpił odwrót od rozwlekłej wiktoriańskiej prozy walijskiej, czego wyrazem było pojawienie w 1902 r. się dzieła Ymadawiad Thomasa Gwynna Jonesa (1871-1949). I wojna światowa miała znaczący wpływ na literaturę walijską, stąd bardziej pesymistyczny styl w twórczości Thomasa Herberta Parry-Williamsa (1887-1975) i Roberta Williamsa Parry’ego (1884-1956). Uprzemysłowienie południowej Walii zmieniło upodobania poety Rhydwena Williamsa (1916-1997), który stosował minioną walijską stopę wierszową, ale już w kontekście krajobrazu uprzemysłowionej Walii. Okres międzywojenny został zdominowany przez polityczne i reakcyjne poglądy Saundersa Lewisa (1893-1985) oraz jego sztuki i poezję.

## Literatura w języku angielskim
Po zakończeniu II wojny światowej pojawiło się wielu znaczących walijskich poetów i pisarzy piszących w języku angielskim: Alexander Cordell (1914-1997), którego powieści osadzone są w klimacie historycznej Walii oraz Gwyn Thomas (1913-1981) opisujący w sposób humorystyczny surowe życie anglojęzycznych Walijczyków. W okresie powojennym pojawił się jeden z najznakomitszych i popularnych walijskich pisarzy XX w., Dylan Thomas (1914-1953), który do poezji angielskiej wniósł elementy typowe dla walijskich tradycji literackich. Innymi ważnymi autorami, urodzonymi we Walii, lecz nie piszącymi w języku walijskim i nie nawiązującymi do walijskiej tradycji literackiej, byli Bertrand Russell (1872-1970), zdobywca nagrody Nobla, oraz Roald Dahl (1916-1990), autor utworów dla dzieci. Na przełomie XX i XXI wieku pojawili się nowi autorzy pochodzący z Walii i tworzący w języku angielskim, reprezentujący nowe pokolenie na lokalnej scenie literackiej. Należy do nich m.in. Trezza Azzopardi (ur. 1961), nominowana do Nagrody Bookera za debiutancką powieść Kryjówka (ang. The Hidden Place), Niall Griffiths (ur. 1966) czy Nikita Lalwani (ur. 1973).